# Doñihue
Doñihue – miasto w Chile, w regionie O’Higgins, w prowincji Cachapoal.